# Convocazioni per il campionato europeo femminile di calcio 2025
Questa pagina elenca le giocatrici convocate per il campionato europeo femminile di calcio di Svizzera 2025. Ogni nazionale ha a disposizione una rosa di 23 atlete, tre delle quali devono ricoprire il ruolo di portiere. Come da regolamento, se una giocatrice risulta infortunata o impossibilitata causa malattia sufficientemente acuta da impedire la sua partecipazione al torneo prima della prima partita della sua squadra, può essere sostituita da un'altra giocatrice. L'elenco delle squadre deve essere pubblicato entro 10 giorni prima della partita di apertura del torneo.

## Gruppo A
Finlandia
Selezionatore: Marko Saloranta
La rosa definitiva della squadra venne annunciata il 19 giugno 2025. Il 1º luglio 2025 Adelina Engman ha rinunciato per infortunio ed il suo posto è stato preso da Anni Hartikainen.
| N. | Pos. | Giocatore            | Data nascita (età)          | Pres. | Reti | Squadra          |
| -- | ---- | -------------------- | --------------------------- | ----- | ---- | ---------------- |
| 1  | P    | Anna Koivunen        | 6 novembre 2001 (23 anni)   | 4     | 0    | Djurgården       |
| 2  | C    | Vilma Koivisto       | 21 novembre 2002 (22 anni)  | 9     | 1    | Linköping        |
| 3  | D    | Eva Nyström          | 29 novembre 1999 (25 anni)  | 28    | 2    | West Ham         |
| 4  | C    | Ria Öling            | 15 settembre 1994 (30 anni) | 93    | 11   | Crystal Palace   |
| 5  | D    | Emma Koivisto        | 25 settembre 1994 (30 anni) | 109   | 7    | Milan            |
| 6  | D    | Joanna Tynnilä       | 1º settembre 2001 (23 anni) | 21    | 0    | Brann            |
| 7  | D    | Anni Hartikainen     | 19 agosto 2003 (21 anni)    | 12    | 1    | Rosengård        |
| 8  | C    | Olga Ahtinen         | 15 agosto 1997 (27 anni)    | 75    | 4    | Tottenham        |
| 9  | C    | Katariina Kosola     | 24 febbraio 2001 (24 anni)  | 21    | 3    | Malmö FF         |
| 10 | D    | Emmi Siren           | 23 febbraio 2001 (24 anni)  | 7     | 0    | Nordsjælland     |
| 11 | D    | Nora Heroum          | 20 luglio 1994 (30 anni)    | 93    | 2    | Sampdoria        |
| 12 | P    | Anna Tamminen        | 30 ottobre 1994 (30 anni)   | 16    | 0    | Hammarby         |
| 13 | C    | Oona Siren           | 23 febbraio 2001 (24 anni)  | 23    | 0    | West Ham         |
| 14 | A    | Heidi Kollanen       | 6 giugno 1997 (28 anni)     | 40    | 3    | Vittsjö GIK      |
| 15 | D    | Natalia Kuikka       | 1º dicembre 1995 (29 anni)  | 98    | 4    | Chicago Stars    |
| 16 | D    | Nea Lehtola          | 24 ottobre 1998 (26 anni)   | 13    | 3    | Brann            |
| 17 | A    | Sanni Franssi        | 19 marzo 1995 (30 anni)     | 90    | 7    | Real Sociedad    |
| 18 | A    | Linda Sällström      | 13 luglio 1988 (36 anni)    | 151   | 64   | Vittsjö GIK      |
| 19 | D    | Maaria Roth          | 13 giugno 1997 (28 anni)    | 2     | 0    | HJK              |
| 20 | C    | Eveliina Summanen    | 29 maggio 1998 (27 anni)    | 75    | 14   | Tottenham        |
| 21 | A    | Oona Sevenius        | 28 aprile 2004 (21 anni)    | 26    | 5    | Rosengård        |
| 22 | A    | Jutta Rantala        | 10 novembre 1999 (25 anni)  | 31    | 10   | Leicester City   |
| 23 | P    | Tinja-Riikka Korpela | 5 maggio 1986 (39 anni)     | 128   | 0    | Servette Chênois |

 Islanda
Selezionatore: Þorsteinn Halldórsson
La rosa definitiva della squadra venne annunciata il 13 giugno 2025.
| N. | Pos. | Giocatore                    | Data nascita (età)          | Pres. | Reti | Squadra           |
| -- | ---- | ---------------------------- | --------------------------- | ----- | ---- | ----------------- |
| 1  | P    | Cecilía Rán Rúnarsdóttir     | 26 luglio 2003 (21 anni)    | 19    | 0    | Inter             |
| 2  | C    | Berglind Rós Ágústsdóttir    | 28 luglio 1995 (29 anni)    | 19    | 1    | Valur             |
| 3  | C    | Sandra María Jessen          | 18 gennaio 1995 (30 anni)   | 53    | 6    | Þór/KA            |
| 4  | D    | Glódís Perla Viggósdóttir    | 27 giugno 1995 (30 anni)    | 136   | 11   | Bayern Monaco     |
| 5  | D    | Sædís Rún Heiðarsdóttir      | 16 settembre 2004 (20 anni) | 18    | 0    | Vålerenga         |
| 6  | D    | Ingibjörg Sigurðardóttir     | 7 ottobre 1997 (27 anni)    | 74    | 2    | Brøndby           |
| 7  | C    | Karólína Lea Vilhjálmsdóttir | 8 agosto 2001 (23 anni)     | 53    | 14   | Bayer Leverkusen  |
| 8  | C    | Alexandra Jóhannsdóttir      | 19 marzo 2000 (25 anni)     | 54    | 6    | Kristianstads DFF |
| 9  | A    | Diljá Ýr Zomers              | 11 novembre 2001 (23 anni)  | 19    | 2    | OH Lovanio        |
| 10 | C    | Dagný Brynjarsdóttir         | 10 agosto 1991 (33 anni)    | 118   | 38   | West Ham          |
| 11 | D    | Natasha Moraa Anasi          | 2 ottobre 1991 (33 anni)    | 9     | 1    | Valur             |
| 12 | P    | Telma Ívarsdóttir            | 30 marzo 1999 (26 anni)     | 12    | 0    | Breiðablik        |
| 13 | P    | Fanney Inga Birkisdóttir     | 17 marzo 2005 (20 anni)     | 8     | 0    | Häcken            |
| 14 | A    | Hlín Eiríksdóttir            | 12 giugno 2000 (25 anni)    | 49    | 6    | Leicester City    |
| 15 | C    | Katla Tryggvadóttir          | 5 maggio 2005 (20 anni)     | 6     | 0    | Kristianstads DFF |
| 16 | C    | Hildur Antonsdóttir          | 18 settembre 1995 (29 anni) | 26    | 2    | Madrid CFF        |
| 17 | A    | Agla María Albertsdóttir     | 5 agosto 1999 (25 anni)     | 60    | 4    | Breiðablik        |
| 18 | D    | Guðrún Arnardóttir           | 29 luglio 1995 (29 anni)    | 51    | 1    | Rosengård         |
| 19 | D    | Áslaug Munda Gunnlaugsdóttir | 2 giugno 2001 (24 anni)     | 20    | 0    | Breiðablik        |
| 20 | D    | Guðný Árnadóttir             | 4 agosto 2000 (24 anni)     | 40    | 0    | Kristianstads DFF |
| 21 | A    | Hafrún Rakel Halldórsdóttir  | 1º ottobre 2002 (22 anni)   | 16    | 1    | Brøndby           |
| 22 | A    | Amanda Jacobsen Andradóttir  | 8 dicembre 2003 (21 anni)   | 23    | 2    | Twente            |
| 23 | A    | Sveindís Jane Jónsdóttir     | 5 giugno 2001 (24 anni)     | 50    | 13   | Wolfsburg         |

 Norvegia
Selezionatrice:  Gemma Grainger
La rosa definitiva della squadra venne annunciata il 16 giugno 2025. Il 25 giugno 2025 Guro Bergsvand ha rinunciato per infortunio ed il suo posto è stato preso da Marthine Østenstad.
| N. | Pos. | Giocatore                | Data nascita (età)         | Pres. | Reti | Squadra           |
| -- | ---- | ------------------------ | -------------------------- | ----- | ---- | ----------------- |
| 1  | P    | Cecilie Fiskerstrand     | 20 marzo 1996 (29 anni)    | 60    | 0    | Fiorentina        |
| 2  | D    | Marit Bratberg Lund      | 7 novembre 1997 (27 anni)  | 20    | 1    | Benfica           |
| 3  | D    | Emilie Woldvik           | 8 gennaio 1999 (26 anni)   | 13    | 0    | Rosengård         |
| 4  | D    | Tuva Hansen              | 4 agosto 1997 (27 anni)    | 53    | 2    | Bayern Monaco     |
| 5  | D    | Marthine Østenstad       | 18 marzo 2001 (24 anni)    | 5     | 0    | Brann             |
| 6  | D    | Maren Mjelde             | 6 novembre 1989 (35 anni)  | 179   | 20   | Everton           |
| 7  | C    | Ingrid Syrstad Engen     | 29 aprile 1998 (27 anni)   | 85    | 6    | Barcellona        |
| 8  | C    | Vilde Bøe Risa           | 13 luglio 1995 (29 anni)   | 86    | 4    | Atlético Madrid   |
| 9  | A    | Karina Sævik             | 24 marzo 1996 (29 anni)    | 61    | 8    | Vålerenga         |
| 10 | A    | Caroline Graham Hansen   | 18 febbraio 1995 (30 anni) | 115   | 51   | Barcellona        |
| 11 | C    | Guro Reiten              | 26 luglio 1994 (30 anni)   | 101   | 21   | Chelsea           |
| 12 | P    | Selma Panengstuen        | 22 novembre 2002 (22 anni) | 0     | 0    | Brann             |
| 13 | D    | Thea Bjelde              | 5 giugno 2000 (25 anni)    | 28    | 1    | Vålerenga         |
| 14 | A    | Ada Hegerberg            | 10 luglio 1995 (29 anni)   | 90    | 49   | Olympique Lione   |
| 15 | C    | Justine Kielland         | 22 novembre 2002 (22 anni) | 7     | 0    | Wolfsburg         |
| 16 | D    | Mathilde Harviken        | 29 dicembre 2001 (23 anni) | 32    | 1    | Juventus          |
| 17 | A    | Celin Bizet Ildhusøy     | 24 ottobre 2001 (23 anni)  | 28    | 7    | Manchester United |
| 18 | C    | Frida Leonhardsen Maanum | 16 luglio 1999 (25 anni)   | 90    | 21   | Arsenal           |
| 19 | C    | Elisabeth Terland        | 28 giugno 2001 (24 anni)   | 41    | 10   | Manchester United |
| 20 | A    | Synne Jensen             | 15 febbraio 1996 (29 anni) | 29    | 5    | Atlético Madrid   |
| 21 | C    | Lisa Fjeldstad Naalsund  | 11 giugno 1995 (30 anni)   | 25    | 1    | Manchester United |
| 22 | C    | Signe Gaupset            | 18 giugno 2005 (20 anni)   | 7     | 1    | Brann             |
| 23 | P    | Aurora Mikalsen          | 21 marzo 1996 (29 anni)    | 21    | 0    | Colonia           |

 Svizzera
Selezionatrice:  Pia Sundhage
La rosa definitiva della squadra venne annunciata il 23 giugno 2025. Il 30 giugno 2025 Luana Bühler ha rinunciato per infortunio ed il suo posto è stato preso da Laia Ballesté.
| N. | Pos. | Giocatore              | Data nascita (età)         | Pres. | Reti | Squadra               |
| -- | ---- | ---------------------- | -------------------------- | ----- | ---- | --------------------- |
| 1  | P    | Elvira Herzog          | 5 marzo 2000 (25 anni)     | 21    | 0    | RB Lipsia             |
| 2  | D    | Julia Stierli          | 3 aprile 1997 (28 anni)    | 47    | 1    | Friburgo              |
| 3  | C    | Leila Wandeler         | 11 aprile 2006 (19 anni)   | 0     | 0    | Olympique Lione       |
| 4  | D    | Noemi Ivelj            | 1º novembre 2006 (18 anni) | 10    | 1    | Grasshopper           |
| 5  | D    | Noelle Maritz          | 23 dicembre 1995 (29 anni) | 128   | 2    | Aston Villa           |
| 6  | C    | Géraldine Reuteler     | 21 aprile 1999 (26 anni)   | 76    | 13   | Eintracht Francoforte |
| 7  | C    | Riola Xhemaili         | 5 marzo 2003 (22 anni)     | 30    | 5    | PSV                   |
| 8  | D    | Nadine Riesen          | 11 aprile 2000 (25 anni)   | 29    | 1    | Eintracht Francoforte |
| 9  | A    | Ana-Maria Crnogorčević | 3 ottobre 1990 (34 anni)   | 168   | 74   | Seattle Reign         |
| 10 | A    | Meriame Terchoun       | 27 ottobre 1995 (29 anni)  | 43    | 3    | Digione               |
| 11 | C    | Coumba Sow             | 27 agosto 1994 (30 anni)   | 55    | 13   | Basilea               |
| 12 | P    | Livia Peng             | 14 marzo 2002 (23 anni)    | 9     | 0    | Werder Brema          |
| 13 | C    | Lia Wälti              | 19 aprile 1993 (32 anni)   | 117   | 5    | Arsenal               |
| 14 | C    | Smilla Vallotto        | 23 novembre 2004 (20 anni) | 22    | 2    | Hammarby              |
| 15 | D    | Laia Ballesté          | 22 febbraio 1999 (26 anni) | 1     | 0    | Espanyol              |
| 16 | C    | Sandrine Mauron        | 19 dicembre 1996 (28 anni) | 45    | 2    | Servette Chênois      |
| 17 | A    | Svenja Fölmli          | 19 agosto 2002 (22 anni)   | 25    | 4    | Friburgo              |
| 18 | D    | Viola Calligaris       | 17 marzo 1996 (29 anni)    | 66    | 8    | Juventus              |
| 19 | A    | Iman Beney             | 23 luglio 2006 (18 anni)   | 10    | 0    | Young Boys            |
| 20 | A    | Alayah Pilgrim         | 29 aprile 2003 (22 anni)   | 13    | 3    | Roma                  |
| 21 | P    | Nadine Böhi            | 21 novembre 2003 (21 anni) | 0     | 0    | San Gallo             |
| 22 | A    | Sydney Schertenleib    | 30 gennaio 2007 (18 anni)  | 12    | 2    | Barcellona            |
| 23 | A    | Alisha Lehmann         | 21 gennaio 1999 (26 anni)  | 59    | 8    | Juventus              |

## Gruppo B
Belgio
Selezionatrice:  Elísabet Gunnarsdóttir
La rosa definitiva della squadra venne annunciata l'11 giugno 2025.
| N. | Pos. | Giocatore             | Data nascita (età)          | Pres. | Reti | Squadra             |
| -- | ---- | --------------------- | --------------------------- | ----- | ---- | ------------------- |
| 1  | P    | Nicky Evrard          | 26 maggio 1995 (30 anni)    | 72    | 0    | PSV                 |
| 2  | D    | Davina Philtjens      | 26 febbraio 1989 (36 anni)  | 126   | 10   | Sassuolo            |
| 3  | A    | Ella Van Kerkhoven    | 20 novembre 1993 (31 anni)  | 29    | 16   | Feyenoord           |
| 4  | D    | Amber Tysiak          | 26 gennaio 2000 (25 anni)   | 38    | 5    | West Ham            |
| 5  | C    | Sarah Wijnants        | 13 ottobre 1999 (25 anni)   | 40    | 3    | Anderlecht          |
| 6  | C    | Tine De Caigny        | 9 giugno 1997 (28 anni)     | 107   | 42   | Anderlecht          |
| 7  | A    | Hannah Eurlings       | 1º gennaio 2003 (22 anni)   | 39    | 6    | OH Lovanio          |
| 8  | C    | Jarne Teulings        | 11 gennaio 2002 (23 anni)   | 22    | 2    | Feyenoord           |
| 9  | A    | Tessa Wullaert        | 19 marzo 1993 (32 anni)     | 144   | 92   | Inter               |
| 10 | C    | Justine Vanhaevermaet | 29 aprile 1992 (33 anni)    | 73    | 9    | Everton             |
| 11 | A    | Janice Cayman         | 12 ottobre 1988 (36 anni)   | 161   | 48   | Leicester City      |
| 12 | P    | Femke Bastiaen        | 11 aprile 2001 (24 anni)    | 0     | 0    | Utrecht             |
| 13 | C    | Elena Dhont           | 27 marzo 1998 (27 anni)     | 42    | 4    | Sassuolo            |
| 14 | A    | Jassina Blom          | 3 settembre 1994 (30 anni)  | 41    | 11   | Granadilla Tenerife |
| 15 | A    | Mariam Toloba         | 20 settembre 1999 (25 anni) | 8     | 2    | Standard Liegi      |
| 16 | D    | Zenia Mertens         | 27 febbraio 2002 (23 anni)  | 5     | 0    | OH Lovanio          |
| 17 | D    | Jill Janssens         | 3 ottobre 2003 (21 anni)    | 37    | 2    | Hoffenheim          |
| 18 | D    | Isabelle Iliano       | 2 marzo 1997 (28 anni)      | 12    | 0    | Club YLA            |
| 19 | D    | Sari Kees             | 17 febbraio 2001 (24 anni)  | 37    | 5    | Leicester City      |
| 20 | C    | Marie Detruyer        | 13 gennaio 2004 (21 anni)   | 25    | 3    | Inter               |
| 21 | P    | Lisa Lichtfus         | 7 ottobre 1996 (28 anni)    | 16    | 0    | Le Havre            |
| 22 | D    | Laura Deloose         | 18 giugno 1993 (32 anni)    | 103   | 4    | Anderlecht          |
| 23 | C    | Kassandra Missipo     | 3 febbraio 1998 (27 anni)   | 71    | 2    | Sassuolo            |

 Italia
Selezionatore: Andrea Soncin
La rosa definitiva della squadra venne annunciata il 25 giugno 2025. Il 3 luglio 2025 Chiara Beccari ha rinunciato per infortunio ed il suo posto è stato preso da Valentina Bergamaschi.
| N. | Pos. | Giocatore             | Data nascita (età)          | Pres. | Reti | Squadra       |
| -- | ---- | --------------------- | --------------------------- | ----- | ---- | ------------- |
| 1  | P    | Laura Giuliani        | 6 giugno 1993 (32 anni)     | 97    | 0    | Milan         |
| 2  | D    | Elisabetta Oliviero   | 18 luglio 1997 (27 anni)    | 7     | 0    | Lazio         |
| 3  | D    | Lucia Di Guglielmo    | 26 giugno 1997 (28 anni)    | 37    | 2    | Roma          |
| 4  | C    | Eva Schatzer          | 16 gennaio 2005 (20 anni)   | 4     | 0    | Juventus      |
| 5  | D    | Elena Linari          | 15 aprile 1994 (31 anni)    | 115   | 6    | Roma          |
| 6  | C    | Manuela Giugliano     | 18 agosto 1997 (27 anni)    | 90    | 11   | Roma          |
| 7  | A    | Sofia Cantore         | 30 settembre 1999 (25 anni) | 37    | 5    | Juventus      |
| 8  | C    | Emma Severini         | 18 luglio 2003 (21 anni)    | 10    | 1    | Fiorentina    |
| 9  | A    | Martina Piemonte      | 7 novembre 1997 (27 anni)   | 23    | 2    | Lazio         |
| 10 | A    | Cristiana Girelli     | 23 aprile 1990 (35 anni)    | 118   | 58   | Juventus      |
| 11 | A    | Barbara Bonansea      | 13 giugno 1991 (34 anni)    | 108   | 31   | Juventus      |
| 12 | P    | Rachele Baldi         | 2 ottobre 1994 (30 anni)    | 1     | 0    | Inter         |
| 13 | D    | Julie Piga            | 12 gennaio 1998 (27 anni)   | 5     | 0    | Milan         |
| 14 | D    | Valentina Bergamaschi | 22 gennaio 1997 (28 anni)   | 63    | 8    | Juventus      |
| 15 | C    | Annamaria Serturini   | 13 maggio 1998 (27 anni)    | 30    | 1    | Inter         |
| 16 | C    | Eleonora Goldoni      | 16 febbraio 1996 (29 anni)  | 7     | 0    | Lazio         |
| 17 | D    | Lisa Boattin          | 3 maggio 1997 (28 anni)     | 67    | 1    | Juventus      |
| 18 | C    | Arianna Caruso        | 6 novembre 1999 (25 anni)   | 59    | 16   | Bayern Monaco |
| 19 | D    | Martina Lenzini       | 23 luglio 1998 (26 anni)    | 40    | 0    | Juventus      |
| 20 | C    | Giada Greggi          | 18 febbraio 2000 (25 anni)  | 28    | 1    | Roma          |
| 21 | A    | Michela Cambiaghi     | 4 febbraio 1996 (29 anni)   | 17    | 5    | Inter         |
| 22 | P    | Francesca Durante     | 12 febbraio 1997 (28 anni)  | 13    | 0    | Fiorentina    |
| 23 | D    | Cecilia Salvai        | 2 dicembre 1993 (31 anni)   | 60    | 3    | Juventus      |

 Portogallo
Selezionatore: Francisco Neto
La rosa definitiva della squadra venne annunciata il 24 giugno 2025.
| N. | Pos. | Giocatore          | Data nascita (età)          | Pres. | Reti | Squadra             |
| -- | ---- | ------------------ | --------------------------- | ----- | ---- | ------------------- |
| 1  | P    | Inês Pereira       | 26 maggio 1999 (26 anni)    | 48    | 0    | Deportivo La Coruña |
| 2  | D    | Catarina Amado     | 21 luglio 1999 (25 anni)    | 47    | 2    | Benfica             |
| 3  | D    | Lúcia Alves        | 22 ottobre 1997 (27 anni)   | 24    | 2    | Benfica             |
| 4  | D    | Ana Seiça          | 25 marzo 2001 (24 anni)     | 13    | 0    | Tigres UANL         |
| 5  | D    | Joana Marchão      | 24 ottobre 1996 (28 anni)   | 55    | 3    | Servette Chênois    |
| 6  | C    | Andreia Jacinto    | 8 giugno 2002 (23 anni)     | 52    | 1    | Real Sociedad       |
| 7  | C    | Francisca Nazareth | 17 novembre 2002 (22 anni)  | 43    | 10   | Barcellona          |
| 8  | C    | Andreia Norton     | 15 agosto 1996 (28 anni)    | 99    | 5    | Benfica             |
| 9  | D    | Ana Borges         | 15 giugno 1990 (35 anni)    | 185   | 11   | Sporting Lisbona    |
| 10 | A    | Jéssica Silva      | 11 dicembre 1994 (30 anni)  | 122   | 18   | Gotham              |
| 11 | C    | Tatiana Pinto      | 28 marzo 1994 (31 anni)     | 126   | 7    | Atlético Madrid     |
| 12 | P    | Patrícia Morais    | 17 giugno 1992 (33 anni)    | 98    | 0    | Braga               |
| 13 | C    | Fátima Pinto       | 16 gennaio 1996 (29 anni)   | 92    | 4    | Sporting Lisbona    |
| 14 | C    | Dolores Silva      | 7 agosto 1991 (33 anni)     | 172   | 18   | Braga               |
| 15 | D    | Carole Costa       | 3 maggio 1990 (35 anni)     | 180   | 25   | Benfica             |
| 16 | C    | Andreia Faria      | 19 aprile 2000 (25 anni)    | 32    | 2    | Benfica             |
| 17 | A    | Diana Silva        | 4 giugno 1995 (30 anni)     | 117   | 26   | Sporting Lisbona    |
| 18 | D    | Carolina Correia   | 3 aprile 2002 (23 anni)     | 13    | 0    | Torreense           |
| 19 | D    | Diana Gomes        | 26 luglio 1998 (26 anni)    | 56    | 6    | Siviglia            |
| 20 | C    | Beatriz Fonseca    | 15 settembre 1998 (26 anni) | 5     | 1    | Sporting Lisbona    |
| 21 | A    | Ana Capeta         | 22 dicembre 1997 (27 anni)  | 48    | 11   | Sporting Lisbona    |
| 22 | P    | Sierra Cota-Yarde  | 4 luglio 2003 (21 anni)     | 1     | 0    | AFC Toronto         |
| 23 | A    | Telma Encarnação   | 11 ottobre 2001 (23 anni)   | 41    | 7    | Sporting Lisbona    |

 Spagna
Selezionatrice: Montserrat Tomé
La rosa definitiva della squadra venne annunciata il 10 giugno 2025.
| N. | Pos. | Giocatore              | Data nascita (età)         | Pres. | Reti | Squadra         |
| -- | ---- | ---------------------- | -------------------------- | ----- | ---- | --------------- |
| 1  | P    | Esther Sullastres      | 20 marzo 1993 (32 anni)    | 1     | 0    | Siviglia        |
| 2  | D    | Ona Batlle             | 10 giugno 1999 (26 anni)   | 61    | 2    | Barcellona      |
| 3  | D    | Jana Fernández         | 18 febbraio 2002 (23 anni) | 8     | 0    | Barcellona      |
| 4  | D    | Irene Paredes          | 4 luglio 1991 (33 anni)    | 116   | 13   | Barcellona      |
| 5  | D    | María Méndez           | 10 aprile 2001 (24 anni)   | 13    | 2    | Real Madrid     |
| 6  | C    | Aitana Bonmatí         | 18 gennaio 1998 (27 anni)  | 78    | 30   | Barcellona      |
| 7  | D    | Olga Carmona           | 12 giugno 2000 (25 anni)   | 55    | 3    | Real Madrid     |
| 8  | A    | Mariona Caldentey      | 19 marzo 1996 (29 anni)    | 88    | 29   | Arsenal         |
| 9  | A    | Esther González        | 8 dicembre 1992 (32 anni)  | 50    | 33   | Gotham          |
| 10 | A    | Athenea del Castillo   | 24 ottobre 2000 (24 anni)  | 59    | 15   | Real Madrid     |
| 11 | C    | Alexia Putellas        | 4 febbraio 1994 (31 anni)  | 131   | 34   | Barcellona      |
| 12 | C    | Patricia Guijarro      | 17 maggio 1998 (27 anni)   | 68    | 12   | Barcellona      |
| 13 | P    | Cata Coll              | 23 aprile 2001 (24 anni)   | 26    | 0    | Barcellona      |
| 14 | D    | Laia Aleixandri        | 25 agosto 2000 (24 anni)   | 41    | 3    | Manchester City |
| 15 | D    | Leila Ouahabi          | 22 marzo 1993 (32 anni)    | 61    | 1    | Manchester City |
| 16 | A    | Cristina Martín-Prieto | 14 marzo 1993 (32 anni)    | 5     | 2    | Benfica         |
| 17 | A    | Lucía García           | 14 luglio 1998 (26 anni)   | 57    | 13   | Monterrey       |
| 18 | A    | Salma Paralluelo       | 13 novembre 2003 (21 anni) | 38    | 14   | Barcellona      |
| 19 | C    | Vicky López            | 26 luglio 2006 (18 anni)   | 9     | 2    | Barcellona      |
| 20 | A    | Claudia Pina           | 12 agosto 2001 (23 anni)   | 14    | 6    | Barcellona      |
| 21 | A    | Alba Redondo           | 27 agosto 1996 (28 anni)   | 42    | 16   | Real Madrid     |
| 22 | C    | Maite Zubieta          | 28 maggio 2004 (21 anni)   | 5     | 0    | Athletic Bilbao |
| 23 | P    | Adriana Nanclares      | 9 maggio 2002 (23 anni)    | 2     | 0    | Athletic Bilbao |

## Gruppo C
Danimarca
Selezionatore:  Andrée Jeglertz
La rosa definitiva della squadra venne annunciata il 20 giugno 2025.
| N. | Pos. | Giocatore                 | Data nascita (età)         | Pres. | Reti | Squadra          |
| -- | ---- | ------------------------- | -------------------------- | ----- | ---- | ---------------- |
| 1  | P    | Maja Bay Østergaard       | 28 marzo 1998 (27 anni)    | 18    | 0    | Växjö DFF        |
| 2  | D    | Sara Thrige Andersen      | 15 maggio 1996 (29 anni)   | 28    | 2    | PSV              |
| 3  | D    | Stine Ballisager Pedersen | 3 gennaio 1994 (31 anni)   | 69    | 4    | Fiorentina       |
| 4  | D    | Emma Færge                | 6 dicembre 2000 (24 anni)  | 12    | 1    | Fiorentina       |
| 5  | D    | Isabella Bryld Obaze      | 30 ottobre 2002 (22 anni)  | 14    | 1    | Portland Thorns  |
| 6  | C    | Karen Holmgaard           | 28 gennaio 1999 (26 anni)  | 34    | 3    | Everton          |
| 7  | D    | Sanne Troelsgaard         | 15 agosto 1988 (36 anni)   | 195   | 57   | Roma             |
| 8  | C    | Emma Snerle               | 23 marzo 2001 (24 anni)    | 44    | 2    | Fiorentina       |
| 9  | A    | Nadia Nadim               | 2 gennaio 1988 (37 anni)   | 105   | 38   | Hammarby         |
| 10 | A    | Pernille Harder           | 15 novembre 1992 (32 anni) | 162   | 78   | Bayern Monaco    |
| 11 | D    | Katrine Veje              | 19 giugno 1991 (34 anni)   | 168   | 9    | Crystal Palace   |
| 12 | C    | Kathrine Møller Kühl      | 5 luglio 2003 (21 anni)    | 48    | 2    | Roma             |
| 13 | C    | Josefine Hasbo            | 20 novembre 2001 (23 anni) | 33    | 3    | Harvard Crimson  |
| 14 | A    | Sofie Bredgaard           | 18 gennaio 2002 (23 anni)  | 19    | 2    | Fiorentina       |
| 15 | D    | Frederikke Thøgersen      | 24 luglio 1995 (29 anni)   | 84    | 3    | Roma             |
| 16 | P    | Kathrine Larsen           | 5 maggio 1993 (32 anni)    | 8     | 0    | Sampdoria        |
| 17 | C    | Rikke Marie Madsen        | 9 agosto 1997 (27 anni)    | 33    | 1    | Everton          |
| 18 | D    | Sara Holmgaard            | 28 gennaio 1999 (26 anni)  | 23    | 2    | Everton          |
| 19 | C    | Janni Thomsen             | 16 febbraio 2000 (25 anni) | 49    | 9    | Utah Royals      |
| 20 | A    | Signe Bruun               | 6 aprile 1998 (27 anni)    | 52    | 24   | Real Madrid      |
| 21 | A    | Amalie Vangsgaard         | 26 novembre 1996 (28 anni) | 35    | 10   | Juventus         |
| 22 | P    | Alberte Vingum            | 14 novembre 2004 (20 anni) | 1     | 0    | HB Køge          |
| 23 | A    | Cornelia Kramer           | 16 dicembre 2002 (22 anni) | 4     | 1    | Bayer Leverkusen |

 Germania
Selezionatore: Christian Wück
La rosa definitiva della squadra venne annunciata il 12 giugno 2025.
| N. | Pos. | Giocatore         | Data nascita (età)          | Pres. | Reti | Squadra               |
| -- | ---- | ----------------- | --------------------------- | ----- | ---- | --------------------- |
| 1  | P    | Ann-Katrin Berger | 9 ottobre 1990 (34 anni)    | 22    | 0    | Gotham                |
| 2  | D    | Sarai Linder      | 26 ottobre 1999 (25 anni)   | 25    | 1    | Wolfsburg             |
| 3  | D    | Kathrin Hendrich  | 6 aprile 1992 (33 anni)     | 83    | 5    | Wolfsburg             |
| 4  | D    | Rebecca Knaak     | 23 giugno 1996 (29 anni)    | 4     | 0    | Manchester City       |
| 5  | D    | Carlotta Wamser   | 1º novembre 2003 (21 anni)  | 2     | 0    | Eintracht Francoforte |
| 6  | D    | Janina Minge      | 11 giugno 1999 (26 anni)    | 21    | 1    | Wolfsburg             |
| 7  | D    | Giulia Gwinn      | 2 luglio 1999 (26 anni)     | 63    | 14   | Bayern Monaco         |
| 8  | C    | Sydney Lohmann    | 19 giugno 2000 (25 anni)    | 39    | 6    | Bayern Monaco         |
| 9  | C    | Sjoeke Nüsken     | 22 gennaio 2001 (24 anni)   | 45    | 5    | Chelsea               |
| 10 | A    | Laura Freigang    | 1º febbraio 1998 (27 anni)  | 39    | 17   | Eintracht Francoforte |
| 11 | A    | Lea Schüller      | 12 novembre 1997 (27 anni)  | 75    | 52   | Bayern Monaco         |
| 12 | P    | Stina Johannes    | 23 gennaio 2000 (25 anni)   | 3     | 0    | Eintracht Francoforte |
| 13 | C    | Sara Däbritz      | 15 febbraio 1995 (30 anni)  | 108   | 18   | Olympique Lione       |
| 14 | A    | Cora Zicai        | 29 novembre 2004 (20 anni)  | 3     | 2    | Friburgo              |
| 15 | A    | Selina Cerci      | 31 maggio 2000 (25 anni)    | 9     | 5    | Hoffenheim            |
| 16 | C    | Linda Dallmann    | 2 settembre 1994 (30 anni)  | 67    | 14   | Bayern Monaco         |
| 17 | D    | Franziska Kett    | 24 ottobre 2004 (20 anni)   | 3     | 0    | Bayern Monaco         |
| 18 | A    | Giovanna Hoffmann | 20 settembre 1998 (26 anni) | 7     | 3    | RB Lipsia             |
| 19 | A    | Klara Bühl        | 7 dicembre 2000 (24 anni)   | 67    | 28   | Bayern Monaco         |
| 20 | C    | Elisa Senß        | 1º ottobre 1997 (27 anni)   | 21    | 2    | Eintracht Francoforte |
| 21 | P    | Ena Mahmutovic    | 23 dicembre 2003 (21 anni)  | 1     | 0    | Bayern Monaco         |
| 22 | C    | Jule Brand        | 16 ottobre 2002 (22 anni)   | 60    | 9    | Wolfsburg             |
| 23 | D    | Sophia Kleinherne | 12 aprile 2000 (25 anni)    | 34    | 1    | Eintracht Francoforte |

 Polonia
Selezionatrice: Nina Patalon
La rosa definitiva della squadra venne annunciata il 13 giugno 2025. Il 22 giugno 2025 Martyna Brodzik ha rinunciato per infortunio ed il suo posto è stato preso da Małgorzata Mesjasz.
| N. | Pos. | Giocatore            | Data nascita (età)         | Pres. | Reti | Squadra               |
| -- | ---- | -------------------- | -------------------------- | ----- | ---- | --------------------- |
| 1  | P    | Kinga Szemik         | 25 ottobre 1997 (27 anni)  | 27    | 0    | West Ham              |
| 2  | D    | Martyna Wiankowska   | 24 dicembre 1996 (28 anni) | 92    | 11   | Colonia               |
| 3  | D    | Wiktoria Zieniewicz  | 9 maggio 2002 (23 anni)    | 21    | 0    | Basilea               |
| 4  | D    | Paulina Dudek        | 16 giugno 1997 (28 anni)   | 59    | 7    | Paris Saint-Germain   |
| 5  | D    | Oliwia Woś           | 15 agosto 1999 (25 anni)   | 21    | 0    | Basilea               |
| 6  | D    | Sylwia Matysik       | 20 maggio 1997 (28 anni)   | 63    | 0    | Colonia               |
| 7  | C    | Małgorzata Mesjasz   | 12 giugno 1997 (28 anni)   | 51    | 4    | Milan                 |
| 8  | C    | Ewelina Kamczyk      | 22 febbraio 1996 (29 anni) | 99    | 17   | Fleury                |
| 9  | A    | Ewa Pajor            | 3 dicembre 1996 (28 anni)  | 101   | 67   | Barcellona            |
| 10 | A    | Weronika Zawistowska | 17 dicembre 1999 (25 anni) | 41    | 9    | Bayern Monaco         |
| 11 | C    | Tanja Pawollek       | 18 gennaio 1999 (26 anni)  | 26    | 1    | Eintracht Francoforte |
| 12 | P    | Natalia Radkiewicz   | 8 agosto 2003 (21 anni)    | 2     | 0    | Pogoń Stettino        |
| 13 | D    | Emilia Szymczak      | 17 giugno 2006 (19 anni)   | 10    | 0    | Barcellona            |
| 14 | C    | Dominika Grabowska   | 26 dicembre 1998 (26 anni) | 87    | 9    | Hoffenheim            |
| 15 | C    | Milena Kokosz        | 17 agosto 2001 (23 anni)   | 7     | 0    | Åsane                 |
| 16 | A    | Klaudia Jedlińska    | 9 febbraio 2000 (25 anni)  | 13    | 0    | Digione               |
| 17 | C    | Klaudia Słowińska    | 13 agosto 1999 (25 anni)   | 6     | 1    | GKS Katowice          |
| 18 | A    | Nadia Krezyman       | 22 giugno 2004 (21 anni)   | 9     | 1    | Digione               |
| 19 | A    | Natalia Padilla      | 6 novembre 2002 (22 anni)  | 44    | 12   | Siviglia              |
| 20 | D    | Kayla Adamek         | 1º febbraio 1995 (30 anni) | 21    | 1    | Ottawa Rapid          |
| 21 | A    | Paulina Tomasiak     | 2 gennaio 2002 (23 anni)   | 5     | 3    | Górnik Łęczna         |
| 22 | P    | Kinga Seweryn        | 31 marzo 2005 (20 anni)    | 0     | 0    | GKS Katowice          |
| 23 | C    | Adriana Achcińska    | 22 aprile 2002 (23 anni)   | 41    | 7    | Colonia               |

 Svezia
Selezionatore: Peter Gerhardsson
La rosa definitiva della squadra venne annunciata l'11 giugno 2025.
| N. | Pos. | Giocatore               | Data nascita (età)          | Pres. | Reti | Squadra               |
| -- | ---- | ----------------------- | --------------------------- | ----- | ---- | --------------------- |
| 1  | P    | Emma Holmgren           | 13 maggio 1997 (28 anni)    | 0     | 0    | Levante               |
| 2  | D    | Jonna Andersson         | 2 gennaio 1993 (32 anni)    | 107   | 3    | Linköping             |
| 3  | D    | Linda Sembrant          | 15 maggio 1987 (38 anni)    | 156   | 19   | Bayern Monaco         |
| 4  | D    | Hanna Lundkvist         | 17 luglio 2002 (22 anni)    | 22    | 0    | San Diego Wave        |
| 5  | D    | Amanda Nildén           | 7 agosto 1998 (26 anni)     | 13    | 0    | Tottenham             |
| 6  | D    | Magdalena Eriksson      | 8 settembre 1993 (31 anni)  | 120   | 14   | Bayern Monaco         |
| 7  | A    | Madelen Janogy          | 12 novembre 1995 (29 anni)  | 53    | 10   | Fiorentina            |
| 8  | A    | Lina Hurtig             | 15 settembre 1995 (29 anni) | 72    | 22   | Arsenal               |
| 9  | A    | Kosovare Asllani        | 29 luglio 1989 (35 anni)    | 198   | 48   | London City Lionesses |
| 10 | A    | Sofia Jakobsson         | 23 aprile 1990 (35 anni)    | 164   | 23   | London City Lionesses |
| 11 | A    | Stina Blackstenius      | 5 febbraio 1996 (29 anni)   | 116   | 38   | Arsenal               |
| 12 | P    | Jennifer Falk           | 26 aprile 1993 (32 anni)    | 30    | 0    | Häcken                |
| 13 | D    | Amanda Ilestedt         | 25 gennaio 1993 (32 anni)   | 76    | 12   | Arsenal               |
| 14 | D    | Nathalie Björn          | 4 maggio 1997 (28 anni)     | 73    | 6    | Chelsea               |
| 15 | C    | Julia Zigiotti Olme     | 24 dicembre 1997 (27 anni)  | 43    | 2    | Bayern Monaco         |
| 16 | C    | Filippa Angeldahl       | 29 luglio 1989 (35 anni)    | 70    | 21   | Real Madrid           |
| 17 | A    | Ellen Wangerheim        | 1º settembre 2004 (20 anni) | 3     | 0    | Hammarby              |
| 18 | A    | Fridolina Rolfö         | 24 novembre 1993 (31 anni)  | 98    | 32   | Barcellona            |
| 19 | C    | Johanna Rytting Kaneryd | 12 febbraio 1997 (28 anni)  | 56    | 8    | Chelsea               |
| 20 | C    | Hanna Bennison          | 16 ottobre 2002 (22 anni)   | 55    | 3    | Juventus              |
| 21 | P    | Tove Enblom             | 20 novembre 1994 (30 anni)  | 0     | 0    | Vålerenga             |
| 22 | D    | Smilla Holmberg         | 11 ottobre 2006 (18 anni)   | 1     | 0    | Hammarby              |
| 23 | A    | Rebecka Blomqvist       | 24 luglio 1997 (27 anni)    | 35    | 9    | Eintracht Francoforte |

## Gruppo D
Francia
Selezionatore: Laurent Bonadei
La rosa definitiva della squadra venne annunciata il 5 giugno 2025.
| N. | Pos. | Giocatore               | Data nascita (età)         | Pres. | Reti | Squadra             |
| -- | ---- | ----------------------- | -------------------------- | ----- | ---- | ------------------- |
| 1  | P    | Justine Lerond          | 29 febbraio 2000 (25 anni) | 0     | 0    | Montpellier         |
| 2  | D    | Maëlle Lakrar           | 27 maggio 2000 (25 anni)   | 28    | 3    | Real Madrid         |
| 3  | D    | Alice Sombath           | 16 ottobre 2003 (21 anni)  | 2     | 0    | Olympique Lione     |
| 4  | D    | Thiniba Samoura         | 11 febbraio 2004 (21 anni) | 6     | 0    | Paris Saint-Germain |
| 5  | D    | Elisa De Almeida        | 11 gennaio 1998 (27 anni)  | 42    | 5    | Paris Saint-Germain |
| 6  | C    | Sandie Toletti          | 13 luglio 1995 (29 anni)   | 67    | 3    | Real Madrid         |
| 7  | C    | Sakina Karchaoui        | 26 gennaio 1996 (29 anni)  | 87    | 2    | Paris Saint-Germain |
| 8  | C    | Grace Geyoro            | 2 luglio 1997 (28 anni)    | 97    | 19   | Paris Saint-Germain |
| 9  | A    | Melvine Malard          | 28 giugno 2000 (25 anni)   | 27    | 6    | Manchester United   |
| 10 | C    | Amel Majri              | 25 gennaio 1993 (32 anni)  | 79    | 12   | Olympique Lione     |
| 11 | A    | Kadidiatou Diani        | 1º aprile 1995 (30 anni)   | 112   | 30   | Olympique Lione     |
| 12 | A    | Marie-Antoinette Katoto | 1º novembre 1998 (26 anni) | 53    | 37   | Paris Saint-Germain |
| 13 | D    | Selma Bacha             | 9 novembre 2000 (24 anni)  | 44    | 3    | Olympique Lione     |
| 14 | A    | Clara Matéo             | 28 novembre 1997 (27 anni) | 35    | 7    | Paris FC            |
| 15 | A    | Kelly Gago              | 5 gennaio 1999 (26 anni)   | 5     | 1    | Everton             |
| 16 | P    | Pauline Peyraud-Magnin  | 17 marzo 1992 (33 anni)    | 64    | 0    | Juventus            |
| 17 | C    | Sandy Baltimore         | 19 febbraio 2000 (25 anni) | 42    | 9    | Chelsea             |
| 18 | C    | Oriane Jean-François    | 14 agosto 2001 (23 anni)   | 12    | 0    | Chelsea             |
| 19 | D    | Griedge Mbock Bathy     | 26 febbraio 1995 (30 anni) | 91    | 8    | Paris Saint-Germain |
| 20 | A    | Delphine Cascarino      | 5 febbraio 1997 (28 anni)  | 75    | 14   | San Diego Wave      |
| 21 | P    | Constance Picaud        | 5 luglio 1998 (26 anni)    | 12    | 0    | Fleury              |
| 22 | D    | Melween N'Dongala       | 6 settembre 2004 (20 anni) | 2     | 0    | Paris FC            |
| 23 | D    | Lou Bogaert             | 25 giugno 2004 (21 anni)   | 3     | 0    | Paris FC            |

 Galles
Selezionatrice:  Rhian Wilkinson
La rosa definitiva della squadra venne annunciata il 19 giugno 2025.
| N. | Pos. | Giocatore             | Data nascita (età)          | Pres. | Reti | Squadra           |
| -- | ---- | --------------------- | --------------------------- | ----- | ---- | ----------------- |
| 1  | P    | Olivia Clark          | 30 agosto 2001 (23 anni)    | 30    | 0    | Leicester City    |
| 2  | D    | Lily Woodham          | 3 settembre 2000 (24 anni)  | 39    | 3    | Crystal Palace    |
| 3  | D    | Gemma Evans           | 1º agosto 1996 (28 anni)    | 77    | 1    | Liverpool         |
| 4  | C    | Sophie Ingle          | 2 settembre 1991 (33 anni)  | 141   | 6    | Chelsea           |
| 5  | D    | Rhiannon Roberts      | 30 agosto 1990 (34 anni)    | 79    | 2    | Betis             |
| 6  | D    | Josie Green           | 25 aprile 1993 (32 anni)    | 39    | 0    | Crystal Palace    |
| 7  | C    | Ceri Holland          | 12 dicembre 1997 (27 anni)  | 43    | 7    | Liverpool         |
| 8  | C    | Angharad James        | 1º giugno 1994 (31 anni)    | 132   | 6    | Seattle Reign     |
| 9  | A    | Kayleigh Barton       | 22 marzo 1988 (37 anni)     | 86    | 22   | Charlton Athletic |
| 10 | C    | Jessica Fishlock      | 14 gennaio 1987 (38 anni)   | 162   | 47   | Seattle Reign     |
| 11 | A    | Hannah Cain           | 11 febbraio 1999 (26 anni)  | 16    | 3    | Leicester City    |
| 12 | P    | Poppy Soper           | 4 maggio 2002 (23 anni)     | 0     | 0    | Blackburn Rovers  |
| 13 | C    | Rachel Rowe           | 13 settembre 1992 (32 anni) | 76    | 8    | Southampton       |
| 14 | D    | Hayley Ladd           | 6 ottobre 1993 (31 anni)    | 105   | 3    | Everton           |
| 15 | A    | Elise Hughes          | 15 aprile 2001 (24 anni)    | 31    | 3    | Crystal Palace    |
| 16 | D    | Charlie Estcourt      | 27 maggio 1998 (27 anni)    | 48    | 3    | DC Power          |
| 17 | C    | Lois Joel             | 2 giugno 1999 (26 anni)     | 9     | 0    | Newcastle United  |
| 18 | D    | Esther Morgan         | 28 agosto 2002 (22 anni)    | 11    | 0    | Sheffield Utd     |
| 19 | D    | Ella Powell           | 1º febbraio 2000 (25 anni)  | 14    | 0    | Bristol City      |
| 20 | A    | Carrie Jones          | 4 settembre 2003 (21 anni)  | 37    | 3    | IFK Norrköping    |
| 21 | P    | Safia Middleton-Patel | 21 settembre 2004 (20 anni) | 4     | 0    | Manchester United |
| 22 | C    | Alice Griffiths       | 22 gennaio 2001 (24 anni)   | 16    | 0    | Durham            |
| 23 | A    | Ffion Morgan          | 11 maggio 2000 (25 anni)    | 43    | 2    | Bristol City      |

 Inghilterra
Selezionatrice:  Sarina Wiegman
La rosa definitiva della squadra venne annunciata il 5 giugno 2025.
| N. | Pos. | Giocatore          | Data nascita (età)          | Pres. | Reti | Squadra           |
| -- | ---- | ------------------ | --------------------------- | ----- | ---- | ----------------- |
| 1  | P    | Hannah Hampton     | 16 novembre 2000 (24 anni)  | 15    | 0    | Chelsea           |
| 2  | D    | Lucy Bronze        | 28 ottobre 1991 (33 anni)   | 133   | 18   | Chelsea           |
| 3  | D    | Niamh Charles      | 21 giugno 1999 (26 anni)    | 23    | 0    | Chelsea           |
| 4  | C    | Keira Walsh        | 8 aprile 1997 (28 anni)     | 86    | 1    | Chelsea           |
| 5  | D    | Alex Greenwood     | 7 settembre 1993 (31 anni)  | 98    | 7    | Manchester City   |
| 6  | D    | Leah Williamson    | 29 marzo 1997 (28 anni)     | 57    | 5    | Arsenal           |
| 7  | A    | Lauren James       | 29 settembre 2001 (23 anni) | 27    | 7    | Chelsea           |
| 8  | C    | Georgia Stanway    | 3 gennaio 1999 (26 anni)    | 77    | 21   | Bayern Monaco     |
| 9  | A    | Bethany Mead       | 9 maggio 1995 (30 anni)     | 67    | 35   | Arsenal           |
| 10 | C    | Ella Toone         | 2 settembre 1999 (25 anni)  | 58    | 19   | Manchester United |
| 11 | A    | Lauren Hemp        | 7 agosto 2000 (24 anni)     | 63    | 18   | Manchester City   |
| 12 | D    | Maya Le Tissier    | 18 aprile 2002 (23 anni)    | 8     | 0    | Manchester United |
| 13 | P    | Anna Moorhouse     | 30 marzo 1995 (30 anni)     | 0     | 0    | Orlando Pride     |
| 14 | C    | Grace Clinton      | 31 marzo 2003 (22 anni)     | 10    | 3    | Manchester United |
| 15 | D    | Esme Morgan        | 18 ottobre 2000 (24 anni)   | 13    | 0    | Washington Spirit |
| 16 | D    | Jess Carter        | 27 ottobre 1997 (27 anni)   | 44    | 2    | Gotham            |
| 17 | A    | Michelle Agyemang  | 3 febbraio 2006 (19 anni)   | 1     | 1    | Brighton & Hove   |
| 18 | A    | Chloe Kelly        | 15 gennaio 1998 (27 anni)   | 52    | 8    | Arsenal           |
| 19 | A    | Aggie Beever-Jones | 27 luglio 2003 (21 anni)    | 7     | 4    | Chelsea           |
| 20 | C    | Jessica Park       | 21 ottobre 2001 (23 anni)   | 19    | 3    | Manchester City   |
| 21 | P    | Khiara Keating     | 27 giugno 2004 (21 anni)    | 0     | 0    | Manchester City   |
| 22 | D    | Lotte Wubben-Moy   | 11 gennaio 1999 (26 anni)   | 13    | 1    | Arsenal           |
| 23 | A    | Alessia Russo      | 8 febbraio 1999 (26 anni)   | 50    | 22   | Arsenal           |

 Paesi Bassi
Selezionatore: Andries Jonker
La rosa definitiva della squadra venne annunciata il 21 giugno 2025.
| N. | Pos. | Giocatore            | Data nascita (età)         | Pres. | Reti | Squadra               |
| -- | ---- | -------------------- | -------------------------- | ----- | ---- | --------------------- |
| 1  | P    | Daphne van Domselaar | 6 marzo 2000 (25 anni)     | 33    | 0    | Arsenal               |
| 2  | D    | Lynn Wilms           | 10 marzo 2000 (25 anni)    | 52    | 1    | Wolfsburg             |
| 3  | D    | Caitlin Dijkstra     | 30 gennaio 1999 (26 anni)  | 26    | 1    | Wolfsburg             |
| 4  | D    | Veerle Buurman       | 21 aprile 2006 (19 anni)   | 5     | 1    | PSV                   |
| 5  | A    | Romée Leuchter       | 12 gennaio 2001 (24 anni)  | 23    | 5    | Paris Saint-Germain   |
| 6  | C    | Jill Roord           | 22 aprile 1997 (28 anni)   | 107   | 30   | Manchester City       |
| 7  | A    | Lineth Beerensteyn   | 11 ottobre 1996 (28 anni)  | 114   | 39   | Wolfsburg             |
| 8  | C    | Sherida Spitse       | 29 maggio 1990 (35 anni)   | 243   | 46   | Ajax                  |
| 9  | A    | Vivianne Miedema     | 15 luglio 1996 (28 anni)   | 124   | 97   | Manchester City       |
| 10 | C    | Daniëlle van de Donk | 5 agosto 1991 (33 anni)    | 167   | 38   | London City Lionesses |
| 11 | A    | Esmee Brugts         | 28 luglio 2003 (21 anni)   | 45    | 10   | Barcellona            |
| 12 | A    | Chasity Grant        | 19 aprile 2001 (24 anni)   | 16    | 1    | Aston Villa           |
| 13 | A    | Renate Jansen        | 7 dicembre 1990 (34 anni)  | 70    | 8    | PSV                   |
| 14 | C    | Jackie Groenen       | 17 dicembre 1994 (30 anni) | 124   | 10   | Paris Saint-Germain   |
| 15 | A    | Katja Snoeijs        | 31 agosto 1996 (28 anni)   | 38    | 12   | Everton               |
| 16 | P    | Lize Kop             | 17 marzo 1998 (27 anni)    | 15    | 0    | Tottenham             |
| 17 | C    | Victoria Pelova      | 3 giugno 1999 (26 anni)    | 59    | 4    | Arsenal               |
| 18 | D    | Kerstin Casparij     | 19 agosto 2000 (24 anni)   | 44    | 0    | Manchester City       |
| 19 | C    | Wieke Kaptein        | 29 agosto 2005 (19 anni)   | 20    | 2    | Chelsea               |
| 20 | D    | Dominique Janssen    | 17 gennaio 1995 (30 anni)  | 124   | 6    | Manchester United     |
| 21 | C    | Damaris Egurrola     | 26 agosto 1999 (25 anni)   | 40    | 7    | Olympique Lione       |
| 22 | D    | Ilse van der Zanden  | 25 luglio 1995 (29 anni)   | 4     | 0    | Utrecht               |
| 23 | P    | Daniëlle de Jong     | 11 ottobre 2002 (22 anni)  | 1     | 0    | Twente                |